# Марія Тереса Торро Флор
Марія Тереса Торро Флор (ісп. María Teresa Torró Flor, 2 травня 1992) — іспанська тенісистка. 
Свою першу перемогу у WTA-турі Торро Флор здобула на Гран-прі принцеси Лалли Мер'єм 2014.
Торро дебютувала за збірну Іспанії в кубку Федерації 2013 року, перемігши Юлію Бейгельзимер.

## Зовнішні посилання
- Досьє на сайті WTA-туру [Архівовано 7 січня 2013 у Wayback Machine.]

1. ↑  Player Profile // WTA website